# Arielia mitriformis
Arielia mitriformis é uma espécie de gastrópode do gênero Arielia, pertencente a família Mitromorphidae.